# Záboří (Protivín)
Záboří je vesnice, část města Protivín v okrese Písek v Jihočeském kraji. Leží na úpatí kopce Vrch.

## Historie
První písemná zmínka o vesnici pochází z roku 1490.
Záboří se dříve nazývalo Za bory kvůli rozsáhlým borovým lesům, kterými je Záboří obehnáno. Později byl název zkomolen do podoby Zabori a potom do současného názvu Záboří. Záboří bylo založeno kupci a zemědělci na důležité obchodní stezce, na které ležela například Dříteň nebo Hluboká nad Vltavou. Rok založení není znám.

## Současnost
V záboří funguje dobrovolný hasičský sbor (SDH Záboří) a nedávno otevřené hasičské „minimuzeum“.
K příležitosti oslav 120. výročí založení SDH Záboří byla otevřena Hasičská vyhlídka v Záboří „Na vrchu“. GPS souřadnice Hasičské vyhlídky: 49°10'17.539"N, 14°15'29.745"E

## Obyvatelstvo
| Rok            | 1869 | 1880 | 1890 | 1900 | 1910 | 1921 | 1930 | 1950 | 1961 | 1970 | 1980 | 1991 | 2001 | 2011 | 2021 |
| -------------- | ---- | ---- | ---- | ---- | ---- | ---- | ---- | ---- | ---- | ---- | ---- | ---- | ---- | ---- | ---- |
| Počet obyvatel | 424  | 380  | 363  | 393  | 418  | 433  | 426  | 323  | 276  | 250  | 196  | 171  | 157  | 130  | 135  |
| Počet domů     | 55   | 57   | 57   | 59   | 68   | 71   | 76   | 79   | 72   | 68   | 66   | 73   | 79   | 78   | 84   |

## Obecní správa
Při sčítání lidu v letech 1850 až 1960 Záboří bylo samostatnou obcí. V letech 1961 až 1984 pak bylo částí obce Krč a od 1. ledna 1985 je částí města Protivín.

## Pamáětihodnosti
- Návesní kaple je z první poloviny 18. století. Kaple je zasvěcená svatému Janu Nepomuckému a svatému Floriánovi.[9]